# Fujiwara no Nagatō
Fujiwara no Nagatō ou Fujiwara no Nagayoshi (藤原長能) (949 - 1009) est un poète et courtisan japonais du milieu de l'époque de Heian. Il est le fils de Fujiwara no Tomoyasu et de la fille de Minamoto no Mitomu; il est le demi-frère de la poétesse Fujiwara no Michitsuna no Haha mère de Fujiwara no Michitsuna. Elle est l'auteur du fameux journal, Kagerō Nikki 蜻蛉日記 (). Une autre sœur est la mère de Sugawara no Takasue no Musume 菅原孝標女 (), auteur du célèbre journal, Sarashina Nikki 更級日記 (). Il fait partie des poètes qui composent la liste des trente-six poètes immortels du Moyen Âge (Chūko Sanjūrokkasen).
Courtisan, il est nommé kurōdo en 984, affecté comme représentant officiel dans la province de Kasuga en 991, promu jugoi en 1005 et nommé gouverneur de la province d'Iyo en 1009. Il ne reste aucune trace de ses services après cela.
Comme poète de waka, il participe à plusieurs utaawase (concours de waka) en 975, 985 et 986. Il fréquente les cercles poétiques de l'empereur retiré Kazan et réalise une compilation personnelle de ses poèmes sous le titre Nagatō-shū (長能集). Quelques-uns de ses poèmes sont inclus dans l'anthologie impériale Shūi Wakashū et cinquante-et-un poèmes en tout dans différentes anthologies. Un de ses disciples, le moine bouddhiste Nōin, insère dix poèmes de Nagatō dans son anthologie Gengenshū.